# ميخائيل برانش
ميخائيل برانش (بالإنجليزية: Michael Branch)‏ هو لاعب كرة قدم بريطاني، ولد في 18 أكتوبر 1978 في ليفربول في المملكة المتحدة. شارك مع منتخب إنجلترا تحت 21 سنة لكرة القدم. أما مع النوادي، فقد لعب مع برادفورد سيتي وبرمنغهام سيتي ومانشستر سيتي ونادي إيفرتون ونادي تشستر سيتي ونادي ريدنغ ونادي هاليفاكس تاون وهال سيتي ووولفرهامبتون واندررز.

## وصلات خارجية
- ميخائيل برانش على موقع قاعدة بيانات كرة القدم.إي يو (الإنجليزية)
- ميخائيل برانش على موقع Soccerbase.com (لاعب) (الإنجليزية)
- ميخائيل برانش على موقع Soccerway.com (الإنجليزية)
- ميخائيل برانش على موقع عالم كرة القدم.نت (الإنجليزية)